# Josh Keaton
Joshua „Josh” Keaton (n. 8 februarie 1979) este un actor de film, cântăreț și producător muzical american.

## Filmografie (selecție)
- Ce-mi doresc de Crăciun (1991)
- The Even Stevens Movie (2003)